# Oviraptorosauria
Oviraptorosauři byli rozsáhlou skupinou primárně dravých teropodních dinosaurů, žijících v období křídy na území většiny tehdejších kontinentů (zejména Asie a Severní Ameriky). Jejich společným znakem je přítomnost zkrácené předočnicové části lebky, často silný bezzubý zobák a celkově jakoby "papouščí" tvar lebky. Mnohé druhy vykazovaly také výrazný hřeben na hlavě.

## Popis
Oviraptorosauři (od rodu Oviraptor - v překladu "zloděj vajec") byli spíše malí dinosauři, jejichž rozměry kolísaly od délky 1 metru až k velkým formám, přičemž zdaleka největší byly rody Gigantoraptor a Beibeilong s délkou kolem 8 metrů a hmotností asi 1,4 až 3,2 tuny. Tato skupiny byla vývojově velmi blízká ptákům a podle některých fylogenetických analýz (Osmólska, 2004) možná dokonce šlo o primitivní nelétavé ptáky. Mozkovna těchto dinosaurů byla skutečně v mnoha anatomických znacích podobná mozkovně současných ptáků.

## Rozmnožování
Výzkumy hnízd s fosilními vejci dokládají, že tito dinosauři seděli na svých snůškách a zahřívali je. Dokonce i zástupci velkých druhů vajíčka nerozmačkali, protože je kolem sebe dokázali velmi pečlivě seřadit. Vejce těchto dinosaurů (v případě obřích druhů) často dosahovala ohromujících rozměrů, dosud rekordní exemplář z Číny o délce 61 cm (oodruh Macroelongatoolithus xixianensis) je největším známým vajíčkem všech dob.
Skvěle zachované embryo ve fosilním vejci elongatoolitního typu (náležející patrně oviraptorosauridnímu teropodovi) bylo popsáno koncem roku 2021 z Číny. Objev této fosilie staré asi 72 milionů let dokládá, že embrya těchto dinosaurů byla ve vejcích uložena podobným způsobem jako u dnešních ptáků.
Reprodukční strategie i anatomie oviraptorosaurů se však lišila od situace u současných ptáků i plazů a je v tomto směru unikátní. Žádný současný (v tomto směru) analogický živočich tedy neexistuje.
Výzkumy také ukazují, že dosud objevená embrya oviraptorosaurů nejsou ještě plně vyvinutá a mají pouze 50 - 60 % plné velikosti embrya před vylíhnutím.

## Vývoj a zařazení
Na základě výzkumu vývojově vyspělých teropodů se zdá být pravděpodobné, že předek celého kladu Pennaraptora (včetně oviraptorosaurů) byl rovněž skanzoriální (žil a pohyboval se ve větvích stromů), byl opeřený a možná vykazoval schopnost klouzavého letu. Do této skupiny jsou v současnosti zahrnovány celkem čtyři čeledi, podle abecedy: Avimimidae, Caenagnathidae, Caudipteridae a Oviraptoridae. Šlo o velmi početnou a diverzifikovanou skupinu teropodů.

## Neobvyklé fosilní nálezy
U rodu Caudipteryx byla v roce 2021 identifikována fosilie původní buněčné struktury, která by mohla být chromatinem (obsahovat jakési pozůstatky komplexu DNA a bílkovin).
Podle objevů v lokalitě Šabarak-usu ("Planoucí útesy") se jeví jako pravděpodobné, že fosilní úlomky skořápek vajec oviraptorů (nebo příbuzných druhů) používali již kolem roku 8000 př. n. l. neolitičtí obyvatelé pouště Gobi, kteří je opracovávali a navrtávali do podoby "korálků" pro nošení na náhrdelnících a jiných přívěscích.

## Klasifikace
- Infrařád Oviraptorosauria[17]
  - Incisivosaurus
  - Ningyuansaurus
  - Protarchaeopteryx
  - Yuanyanglong
  - Čeleď Avimimidae
    - Avimimus

  - Čeleď Caudipteridae
    - Caudipteryx
    - Similicaudipteryx

  - Nadčeleď Caenagnathoidea
    - Hagryphus
    - Čeleď Caenagnathidae
      - Anzu
      - Beibeilong
      - Caenagnathasia
      - Citipes
      - Chirostenotes
      - Elmisaurus
      - ?Nomingia

    - Čeleď Oviraptoridae
      - Gigantoraptor
      - Microvenator
      - Shixinggia
      - Banji
      - Tongtianlong
      - Wulatelong
      - Podčeleď Ingeniinae
        - Conchoraptor
        - Heyuannia
        - "Ingenia"
        - Khaan
        - Machairasaurus

      - Podčeleď Oviraptorinae
        - Citipati
        - Nemegtomaia
        - Oviraptor
        - Rinchenia
        - Gobiraptor(?)